# Georgij Gurdzjijev
George Ivanovich Gurdjieff eller Georgij Gurdzjijev (ryska: Гео́ргий Ива́нович Гурджи́ев; armeniska: Գեորգի Գյուրջիև, Georgi Gjurdzjiew), född 1866 i Ottomanska imperiet Gjumri i nuvarande Armenien, död 29 oktober 1949 i Paris, var en armenisk-grekisk tänkare, andlig ledare och författare aktiv under 1900-talets första hälft. Gurdjieff menade att människan lever sitt liv i ett slags dvala, men att det är möjligt att uppnå högre medvetandetillstånd och på så sätt fullborda människans potential. Metoden för att väcka det slumrande medvetandet kallas "the Work", där ”arbetet” syftar på inre, psykologiska ansträngningar. Metoden skiljer sig från de tre andra huvudsakliga andliga vägarna, fakirens, munkens och yogins väg, och Gurdjieff-läran benämndes utifrån detta ”den fjärde vägen” av Pyotr Demyanovich Uspenskiy. Gurdjieff beskrev också läran som esoterisk kristendom.
Under sin livstid öppnade och stängde Gurdjieff ett antal skolor som förmedlade läran på olika platser i världen. Enligt egen utsago hade han inhämtat läran från de sanningar om utökad självkännedom och mänsklighetens plats i universum som finns bevarade i uråldriga religioner och visdomstraditioner. Hans kompletta verk består av tre delar och är känt som All and Everything.

## Biografi
George Ivanovich Gurdjieff föddes vid gränsen mellan Ryssland och Turkiet. Hans mor var armeniska och hans far av grekiskt ursprung. Gurdjieffs far var ashokh, eller bard, en utövare av en muntlig tradition som bevarar historiska och mytiska skeenden i minnet.
Uppväxten präglades av en blandning av de grekisk-ortodoxa, armeniska och rysk-ortodoxa andliga traditionerna. Den österländska kristendomen är mer öppen för esoteriska andliga vägar och praktik än den västerländska, och Gurdjieff växte upp i en multikulturell och tolerant miljö. Hans första lärare var präst, och en del uppgifter[källa behövs] säger att Gurdjieff studerade till präst i den grekisk-ortodoxa kyrkan samtidigt som han fick en gedigen vetenskaplig undervisning och även utbildade sig till läkare. Gurdjieffs uppväxt bidrog troligtvis till hans intresse för språk och etymologi, och han talade flytande armeniska, grekiska, ryska och turkiska, och lärde sig senare även att tala flera andra europeiska språk.
Han upptäckte tidigt att varken vetenskap eller religion kunde besvara hans brinnande frågor om livets mening. Han började misstänka att sanningen fortfarande låg gömd i uråldriga religiösa traditioner och myter och att urgammal visdom levde kvar på avlägsna platser. År 1895 bildade Gurdjieff sällskapet The Seekers of Truth, en grupp unga människor som outtröttligt sökte sanningen i främmande delar av Asien och Afrika. Under resans gång lärde sig Gurdjieff flera nya språk och många praktiska färdigheter som han senare använde för att skaffa pengar till sin verksamhet. Efter tjugo år i Centralasien och Främre Orienten återvände han 1912 till Ryssland och presenterade samma år en ny lära som varken kunde kategoriseras som religion eller filosofi. Det var en praktisk lära som måste levas, inte enbart studeras.
Gurdjieffs unika bidrag till de esoteriska traditionerna var att han för en ny tidsålder omformulerade den kärna som ligger till grund för alla de stora religionerna. Den lära han lade fram för den moderna människan är än idag förhållandevis okänd, trots att det nu är över hundra år sedan han först presenterade den i Moskva. Begreppen han introducerade har gett upphov till hundratals böcker och artiklar och har haft ett stort inflytande på det man nu kallar nyandlighet.

## Historisk bakgrund
Den ryske tänkaren och författaren Pjotr Demjanovitj Uspenskij mötte Gurdjieff 1914 i Moskva och senare anslöt även den ryske kompositören Thomas de Hartmann till Gurdjieffs nybildade grupper. Ouspensky skulle senare skriva sin skildring av Gurdjieff-läran, In Search of the Miraculous – Fragments of an Unknown Teaching, grundad på sina upplevelser. De Hartmann skulle senare, i samarbete med Gurdjieff, komponera vad som nu är känt som Gurdjieff/de Hartmann-musiken. Flera av Gurdjieffs studenter antecknade efter mötena sina intryck från minnet och resultatet publicerades 1973 under titeln Views from the Real World.
När den ryska revolutionen började nå Gurdjieff och hans elever gjorde en liten grupp som innefattade Thomas och Olga de Hartmann en farofylld resa till Krimhalvön och Tiflis (numera Tbilisi), där även Alexandre och Jeanne de Salzmann slog följe med dem. Alexandre de Salzmann var konstnär och scenograf och hans fru Jeanne undervisade i Dalcroze-dans. Jeanne skulle senare bli Gurdjieffs huvudelev och en av de viktigaste källorna till Gurdjieff-lärans spridning efter hans död 1949.
Det var i Tiflis i södra Kaukasusbergen, nära Gurdjieffs hemtrakter, som han först grundade sitt Institute for the Harmonious Development of Man. Gurdjieff och hans elever insåg snart att de skulle bli tvungna att ta sig till väst som så många andra ryssar. De tog sig först till Konstantinopel (Istanbul) och fortsatte arbetet med institutet där under ett år. Ouspensky lämnade Gurdjieff i mars 1918 och etablerade sin egen version av läran under namnet "the Fourth Way" i England. År 1921 reste Gurdjieff och hans följeslagare vidare till Berlin, där de stannade till sommaren 1922.
Det var i Paris som Gurdjieff slutligen etablerade sig i Västerlandet. År 1922 köpte han ett gods utanför Paris, Le Prieuré, där han öppnade The Institute for the Harmonious Development of Man. Studenter från hela världen sökte sig till Le Prieuré, främst amerikaner, och 1924 gjorde Gurdjieff sitt första av flera besök i USA.
Efter en allvarlig bilolycka samma år började han skriva sitt epos All and Everything – Beelzebub’s Tales to His Grandson och fortsatte fram till maj 1935. Gurdjieffs avsikt var att "frustrera och usurpera normala tankemönster" och ge människan en ny föreställning om Gud. Boken Meetings with Remarkable Men är delvis självbiografisk men är även en subtil och komplex uppmaning till inre arbete. Slutligen skrev han den (möjligen avsiktligt) oavslutade Life Is Real Only Then, When "I Am". Det var också under denna period som Gurdjieff samarbetade intensivt med tonsättaren Thomas de Hartmann för att avsluta den unika musikskatt som nu bär bådas namn.
År 1929 flyttade Gurdjieff från Fontainebleau till Paris där han fortsatte att skriva och arbeta med en liten grupp studenter fram till sin död 1949.

## Metafysisk bakgrund
Esoterismen har som utgångspunkt att det inom alla de stora världsreligionerna, såsom kristendomen, judendomen, islam, buddhismen eller hinduismen finns en kärna av metafysisk och psykologisk visdom. Denna kärna har bara delvis att göra med religionernas yttre form, som kan degenerera till hierarkiska organisationer med maktmissbruk och korruption precis som med andra mänskliga institutioner. Den yttre formen kan ge människor tröst, stöd och mening med livet, men många religiösa läror och andliga traditioner tappar kontakten med sitt ursprung och sin vitalitet och kan inte längre hjälpa mänskligheten på det sätt som ursprungligen avsågs.
Den esoteriska lära som ligger till grund för religion måste ständigt befinna sig i förvandling för att förbli levande. Om den stelnar i en yttre form så påbörjas institutionaliseringsprocessen och läran övergår i dogmer och föreskrifter. Den inneboende vitaliteten utgör också ett hot mot mer institutionaliserade religionsformer, eftersom den till sin natur ifrågasätter dogmatiska uttryck. För att undvika att utplånas som hädelse måste de esoteriska traditionerna ständigt förändra form och hålla sig undan de etablerade religionernas försök att underordna dem.
Detta förklarar varför de esoteriska traditionerna tar sig så många uppenbart skilda uttryck. Det gamla Egyptens mytologiska symbolspråk, alkemi, Kabbala, Rosenkorsorden, daoism, tibetansk buddhism och sufism kan exempelvis alla sägas beskriva en likartad inre psykisk omvandlingsprocess inriktad mot att uppnå högre medvetandetillstånd. Det var denna esoteriska visdomsskatt som Gurdjieff bemästrade och sedan omformulerade för att passa den moderna människan, präglad som hon är av upplysningens vetenskapliga synsätt och mekanisering i industrialiseringens fotspår.

## Gurdjieff-lärans grundprinciper
Grundprincipen i Gurdjieffs formulering av esoterisk visdom är att människor lever sina liv i dvala. Man går till skolan eller arbetet per automatik. Man strävar efter pengar, lycka eller bekräftelse för att man tror att det ska ge det man behöver, och man försöker undvika lidande och smärta. Men människor är inte "närvarande" i sina egna liv. De faktiska valmöjligheterna är begränsade av kulturella förväntningar, uppfostran, individuella personlighetsdrag och människors förprogrammerade reaktioner; den fria viljan är inte mycket mer än en chimär. Gurdjieff menar att den moderna människan inte har något enhetligt "jag", utan det vi kallar "jag" består i själva verket av en brokig samling viljor, önskningar, övertygelser och preferenser (negativa och positiva). Han uttryckte detta som att människan i sitt nuvarande tillstånd inte kan göra. Allting ”händer” eftersom vi inte har något autentiskt medvetande.
På senare år[när?] har strävan efter större närvaro i livet, framförallt i Sverige, populariserats av buddhismens mindfulness-begrepp. Vad som skiljer Gurdjieffs begrepp "self-remembering" från mindfulness är att det krävs aktivt inre arbete för att uppnå det. Det räcker inte att bara "varva ner och finna sig själv". Gurdjeff-läran kallas också "the Work", vilket syftar på det metodiska och disciplinerade tillvägagångssätt med inre övningar, bland annat "self-observation", som krävs för att bryta de vanemässiga mönster som hindrar oss från att vara mer närvarande i våra liv.
Gurdjieffs bidrag till de esoteriska traditionerna kallas även den fjärde vägen, vilket syftar på de tre huvudsakliga andliga vägar som den nya läran skiljer sig från, fakirens väg (som går genom kroppen), munkens väg (som går genom känslolivet) och yogins väg (som går genom intellektet). Den fjärde vägen, den väg Gurdjieff lägger fram, sammanför alla tre och utgör medvetandets väg. Det som särskiljer den från de tre andra är att utövaren inte behöver dra sig undan från livet: tvärtom går den fjärde vägen rakt genom vardagen. Ett annat viktigt element som skiljer Gurdjieff-läran från andra religiösa eller nyandliga läror är att den inte kräver att utövaren ska tro något. Gurdjieff menade att de som vill följa den väg han pekar ut inte kan tro på någonting alls, utan måste ifrågasätta och själva verifiera allt de läser eller hör genom sin direkta erfarenhet.
Enligt Gurdjieff är det endast möjligt att förstå människans betingelser som en del av allt organiskt liv på jorden. Människan är konstruerad för att omvandla en viss typ av energier och vår potential för inre tillväxt måste ses i samband med detta. Det innebär att Gurdjieffs uppfattning om psykologi är nära sammankopplad med kosmologi och metafysik och, i viss utsträckning, biologi. Enneagrammet, som först publicerades i In Search of the Miraculous kan enligt Gurdjieff användas för att förstå kosmiska och biologiska energiflöden och processer som "the Law of Three" och "the Law of Seven". Enneagrammet har även populariserats genom olika, ofta kommersiella, tillämpningar inom personlighetstypologi.

## Gurdjieffs kontroversiella rykte
I sitt arbete med sina studenter avstod Gurdjieff från att ta på sig rollen som guru, mästare eller upphöjd lärare. I In Search of the Miraculous framgår det att Gurdjieff outtröttligt ansträngde sig för att bryta igenom elevernas känslomässiga och intellektuella mekaniska associationer för att hjälpa dem att uppnå djupare kontakt med sitt samvete. Förmågan att bryta sig igenom försvarsmurar gjorde att hans beteende ofta kunde framstå som samtidigt chockerande, mystiskt, skrämmande, magiskt, finkänsligt och övernaturligt insiktsfullt. Denna psykologiska virtuositet har gett upphov till många av de myter och missförstånd som uppstått kring Gurdjieffs person sedan hans död, och som har blivit en omskriven aspekt av läran och gett upphov till otaliga imitationsförsök i nyandliga sekter.
Gurdjieff använde sig av kontroversiella metoder för att de efterföljare som lyckats integrera arbetet i sitt varande skulle kunna bli oberoende av honom och fortsätta arbetet på egen hand. Detta innebar att trots att Gurdjieffs lära drog till sig många studenter, så stötte hans beteende och undervisningsmetoder efter ett tag bort nästan lika många. Ouspensky bröt slutgiltigt kontakten 1924, och Gurdjieff drev bort sin mest dynamiska student Alfred Richard Orage (1873−1934) 1931. Till och med Thomas och Olga de Hartmann, som hade följt Gurdjieff från första början i Ryssland, drevs slutligen bort. De gick dock också vidare och startade egna grupper, och stod i nära kontakt med Gurdjieff fram tills hans död. Gurdjieff fick även barn med flera av sina lärjungar, många av dem medan de fortfarande var gifta med andra av hans följeslagare. Han rökte och drack och anordnade stora middagar som del av det inre arbetet. Hans metoder har förebilder inom sufismens Malamatiyya och buddhismens Crazy Wisdom, där förmedlaren undviker att hamna i fällan att bli dyrkad som läromästare genom att avsiktligt dra till sig kritik. Gurdjieff-läran skiljer också på dels moral, som är beroende av kulturella föreställningar och ofta bygger på motsägelsefulla begrepp vilket kan ge upphov till hyckleri, och dels samvete, som Gurdjieff hävdar är något objektivt som människan förlorat kontakten med.

## Gurdjieff-läran idag
Gurdjieffs viktigaste lärjungar är Jeanne de Salzmann, Willem Nyland, Lord Pentland (Henry John Sinclair), P.D. Uspenskij, Olga de Hartmann, Thomas de Hartmann, Jane Heap, John G. Bennett, Alfred Richard Orage, Maurice Nicoll, Lanza del Vasto, George och Helen Adie, Rene Daumal och Katherine Mansfield. De grupper som uppstått i direkta lärjungars fotspår kallas "lineages" och sökande uppmanas att noga undersöka eventuella Gurdjieff-gruppers autenticitet.
Efter Gurdjieffs död i Paris 1949 fortsatte arbetet där under Jeanne de Salzmann och ligger nu i huvudsak i händerna på den andra generationen av Gurdjieffs efterföljare.
Det finns numera Gurdjieff-grupper i de flesta större städer, inklusive Stockholm. Grupperna träffas regelbundet för att göra guidade, aktiva meditationer, så kallade "sittings", få förslag på övningar av mer erfarna studenter och utbyta erfarenheter om det inre arbetet i vardagslivet. Arbete i grupp gör det möjligt att sträva mer fokuserat mot ett samlat inre medvetandetillstånd. Mer erfarna studenter behöver arbeta i grupp i lika stor utsträckning som nykomlingar, vilket minskar betydelsen av traditionella ledarfigurer eller "läromästare". Som riktlinje för en grupps seriositet kan man använda måttstocken att den bör vara svår att gå med i och lätt att ta sig ur. I sekter brukar motsatsen gälla.
Gurdjieff lärde ut ett stort antal komplexa sakrala rörelsemönster eller danser som han kallade "Movements", som han enligt utsago tillägnat sig i kloster och skolor under sina resor i Asien. I vissa bemärkelser liknar de sakrala danser i andra esoteriska läror som exempelvis den tibetanska buddhismens cham-danser och sufismens dervish-danser. Gurdjieffs "Movements" består av ett flöde av exakta kroppsställningar, gester och rörelser som med stöd av rytm och melodi präglad av sinnesnärvaro i samspel med dansarens eget disciplinerade inre arbete framkallar tillstånd av expanderat medvetande. "Movements" skapar en mer fullständig kontakt mellan kropp, känsla och intellekt som man sällan möter i vardagen, och på så sätt utgör "Movements" en slags mall för, eller försmak av, vad som är möjligt för människan.
Gurdjieff-läran använder sig av ett antal aktiva, guidade meditationer, så kallade "sittings", för att hjälpa utövaren att uppnå en större förståelse av de processer och energier som oavbrutet rör sig i vårt inre. "Sittings" ökar kontakten med den fysiska kroppen som en grundförutsättning för ett mer expansivt medvetande i en värld där frontallobernas abstraktionsförmåga med sin nu nästan integrerade kontaktyta med teknologin tar över alltmer. "Sittings" utgör en förberedelse för ökad närvaro i vardagen och ökar utövarens uppmärksamhet på de motstridiga energiflöden som är en del av vårt kroppsliga och själsliga medvetande.

## Inflytande
Gurdzjijev anses ha influerat många författare, konstnärer och musiker som exempelvis Peter Brook, Kate Bush, Carlos Castaneda, John Cleese, Moshe Feldenkrais, Robert Fripp, Keith Jarrett, Alejandro Jodorowsky, Timothy Leary, Richard Lloyd, Henry Miller, Bill Murray, Jacob Needleman, Osho, Robert S. de Ropp, Pamela Travers, Alan Watts, Colin Wilson och Frank Lloyd Wright.
I förordet till den tredje upplagan av Anthologie de l'humour noir (1966) berättade André Breton att han avstått från att utöka antologin med ytterligare bidrag sedan förra upplagan 1950, men hade han gjort det skulle något av Gurdzjijev hört dit.

## Böcker
Böcker av G.I. Gurdjieff
- All and Everything: Beelzebub’s Tales to His Grandson. New York: Harcourt Brace, 1950 (New York: Penguin Arkana, 1999); and New York: Jeremy P. Tarcher/Penguin (revised), 2006; Tarcher/Penguin (second revision) 2008. I sitt mytiska epos om Beelzebub och hans sonson på färd genom kosmos avsåg Gurdjieff att obarmhärtigt förstöra människans hela uppfattning om allt som existerar. A.R. Orage redigerade utgåvan från 1950 utifrån den engelska översättning som tagits fram från Gurdjieffs originaltext på ryska och armeniska. Detta är den auktoritativa utgåvan eftersom den reviderade utgåvan från 1992 och 2006 är något tillrättalagd och förenklad. Nyutgåvan återspeglar dock bättre den mer lättlästa franska utgåvan från 1956 och bygger på originaltexten på ryska som utgavs 2000 av Traditional Studies Press (Toronto).
- Meetings with Remarkable Men. New York: Dutton, 1963. (New York: Penguin Arkana, 1985). Gurdjieffs delvis självbiografiska, delvis allegoriska äventyrsskildring av sin uppväxt och sökandet efter dold visdom.
- Life Is Real Only Then, When “I Am”. New York: Dutton, 1982 (New York: Penguin Arkana, 1991). Gurdjieffs uppriktiga beskrivning av sitt eget inre arbete och hur han förde den nya läran till den moderna världen.
- The Herald of Coming Good. Holmes Publishing, 1987.

Böcker av Gurdjieffs lärjungar
- Views from the Real World. New York: Dutton, 1973 (New York: Penguin Compass, 1984). Samlingsverk av Gurdjieffs föreläsningar från 1917 till 1933. Nedtecknat från minnet av Gurdjieffs elever.
- P.D. Ouspensky, In Search of the Miraculous. New York: Harcourt, Brace, 1949 (New York: Harcourt, 2001). Pjotr Uspenskijs lysande och känslomässigt laddade skildring av åren med Gurdjieff. Den tydligaste och mest lättillgängliga introduktionen till Gurdjieff-läran.
- Thomas och Olga de Hartmann, Our Life with Mr. Gurdjieff. New York: Cooper Square, 1962. Den senaste och mest auktoritativa nyutgåvan är Sandpoint, Idaho: Sandpoint Press, 2008. Boken beskriver den första Gurdjieff-gruppens farofyllda flykt från Ryssland och hur de tog sig till Prieuré i Frankrike. En av de bästa skildringarna av människan Gurdjieff.
- Jeanne de Salzmann, The Reality of Being. Shambhala, 2011. Boken sammanställdes av Gurdjieff-grupper på grundval av de Salzmanns personliga anteckningar och utgör ett genombrott i Gudjieff-lärans spridning efter Gurdjieffs död. En kristallklar skildring av de Salzmanns eget inre arbete och övningar.
- Maurice Nicoll, Psychological Commentaries on the Teaching of Gurdjieff and Ouspensky. Samuel Weiser, 1975. Nicoll var en brittisk psykolog som samarbetade med C.G. Jung och senare ledde Gurdjieff-grupper i England. Verket i fem volymer utgörs av anteckningar från Nicolls gruppmöten och tydliggör många Gurdjieff-begrepp.
- Henriette Lannes, This Fundamental Quest. San Francisco: Far West Institute, 2007. Henriette Lannes ledde arbetet i Lyon (Frankrike) och London, och boken visar hennes tydliga, kompromisslösa och medkännande inställning till arbetet.
- John Pentland, Exchanges Within. New York: Continuum, 1997 (New York: Tarcher Penguin, 2004). Den brittiske aristokraten John Pentland ledde arbetet i Amerika. En dynamisk skildring av arbetet I en väl fungerande Gurdjieff-grupp.
- Michel de Salzmann, “Man’s Ever New and Eternal Challenge”, i On the Way of Self Knowledge, New York: Alfred A. Knopf, 1976, sid. 54-83, och “Seeing: The Endless Source of Inner Freedom,” i Material for Thought, #14, sid. 12-30. Michel de Salzmann var psykiatriker och en av lärans viktigaste ledargestalter. Uppsatserna visar sambandet mellan psykoterapi och inre tillväxt samt ger en mångfacetterad skildring av Gurdjieff-arbetet.
- William Segal, A Voice at the Borders of Silence. New York: The Overlook Press, 2003. William Segal var affärsman, konstnär och Zen-utövare samt en ledande gestalt inom Gurdjieff-arbetet i Amerika. En generös skildring av hur det är att leva Gurdjieff-läran.
- Henri Tracol, The Taste For Things That Are True. Longmead, Shaftesbury, Dorset: Element Books, Ltd., 1994. Henri Tracol arbetade med Gurdjieff i över tio år och ledde därefter arbetet tillsammans med Jeanne de Salzmann. En subtil, djuplodande och tydlig tolkning av Gurdjieff-läran.
- Margaret Anderson, The Unknowable Gurdjieff. New York: Weiser, 1962 (London and New York: Penguin Arkana, 1991).
- Kathryn Hulme, Undiscovered Country. Boston: Little Brown, 1966.
- Rina Hands, Diary of Madame Egout Pour Sweet. Aurora, Oregon:Two Rivers Press, 1991.
- C.S. Nott, Teachings of Gurdjieff: The Journal of a Pupil. London: Routledge & Kegan Paul, 1961 (London och New York: Penguin Arkana, 1991).
- Tcheslaw Tchekhovitch, Gurdjieff: A Master in Life. Toronto: Dolmen Meadow Editions, 2006.
- Rene Zuber, Who Are You, Monsieur Gurdjieff? London: Routledge & Kegan Paul, 1980.
- Ravi Ravindra, Heart Without Measure, Sandpoint, Idaho: Morning Light Press, 1999.
- Jean Vaysse, Toward Awakening, San Francisco: Far West Undertakings, 1978. (London and New York: Penguin Arkana, 1988); 2008 (Morning Light Press, 2009).
- Jacob Needleman and George Baker (eds.), Gurdjieff: Essays and Reflections on the Man and His Teaching. New York: Continuum, 2004.
- Jacob Needleman (ed.), The Inner Journey: Views from the Gurdjieff Work. Sandpoint, Idaho: Morning Light Press, 2008).

## Musik
- Gurdjieff/de Hartmann, Thomas de Hartmann, piano; CD-box, Triangle Records, Triangle Editions. Detta är den definitiva inspelningen av Gurdjieff/de Hartmann-musiken där de Hartmann själv spelar kompositionerna med stor känslighet och närvaro. Hartmann var inte alltid medveten om att inspelning skedde, och ibland avviker därför musiken från noterna. Majoriteten av originalinspelningarna gjordes på primitiv utrustning och överfördes först senare till LP och CD-format, vilket innebär att förbättringar avsedda att ta bort bakgrundsljud kan ha påverkat överföringen av de Hartmanns vitalitet och känslighet. Inspelningen utgör dock fortfarande det mest auktoritativa historiska dokumentet.
- Gurdjieff/de Hartmann - Music for the Piano, Linda Daniel-Spitz, Charles Ketcham, Laurence Rosenthal, piano; Volym 1-4 Wergo (Schott Wergo Music Media, Mainz, Tyskland). Pianisterna är de musiker som ansvarade för publiceringen av Gurdjieff/de Hartmann-musiken som togs fram under ledning av Jeanne de Salzmann. CD-boxen är en komplett kronologisk inspelning av de fyra publicerade volymerna, vilket gör att lyssnaren kan följa med i noterna.
- Gurdjieff/de Hartmann, Volym 1-10, Alain Kremski, piano (Meditations, Music of the Sayyids and Dervishes, Hymn for Christmas Day, First Dervish Prayer, Circles, etc.). Alain Kremski har blivit känd som en sinnlig och tillförlitlig tolkare av Gurdjieff-musiken. Även om musiken för Gurdjieffs sakrala danser, Movements, i första hand är avsedd att ackompanjera rörelserna så har Kremski valt att spela in flera av de Hartmanns kompositioner för Movements.
- Gurdjieff/de Hartmann, Volym 1 och 2, Laurence Rosenthal, piano; Windemere. Pianisten har långvarig erfarenhet av att arbeta med Gurdjieff-musiken. Laurence Rosenthal arrangerade också många av musikstyckena för Peter Brooks film Meetings with Remarkable Men för orkester. Filmmusiken finns på CD på Citadel Records.

## Film
- Meetings with Remarkable Men, regissör Peter Brook, producent Remar Production, Inc., 1978. Filmen grundar sig på Gurdjieffs delvis självbiografiska bok och innehåller en sällsynt inspelning av Gurdjieffs sakrala danser uppförda av seriösa och långvariga Gurdjieff-lärjungar.